# Vasilis Ntziachristos
Vasilis Ntziachristos (griechisch Βασίλης Ντζιαχρήστος) (* 26. Februar 1970 in Larisa) ist ein griechischer Hochschullehrer und Ingenieur.
Ntziachristos wurde in Larisa geboren und studierte 1988–1993 Elektrotechnik an der Universität Thessaloniki mit dem Diplom-Abschluss und dann Bioingenieurwesen an der University of Pennsylvania in Philadelphia, an der er promovierte.  Danach war er Assistant Professor an der Harvard University und Direktor des Laboratory for Bio-Optics and Molecular Imaging. 2007 wurde er Professor für biologische Bildgebung an der TU München. Außerdem ist er Direktor des Instituts für Biologische und Medizinische Bildgebung am Helmholtz-Zentrum München.
Er entwickelte neue Methoden der Bildgebung in der Medizin mit fluoreszierenden Molekülen (Fluoreszenztomographie) und optoakustischen Methoden. Für seine MSOT Technik (Multispectral Optoacoustic tomography) erhielt er 2014 den deutschen Innovationspreis. Außerdem erfand er die Raster Scan Optoacoustic Mesoscopy (RSOM).
2008 und 2016 erhielt er einen ERC Advanced Grant. 2011 erhielt er den Erwin-Schrödinger-Preis der Helmholtz-Gemeinschaft und 2013  erhielt er den Gottfried-Wilhelm-Leibniz-Preis. 2017 wurde er Fellow des SPIE und 2019 des IEEE. 2021 erhielt er den Karl Heinz Beckurts Preis. Im Jahr 2024 wurde er in der Sektion Technikwissenschaften in die Nationale Akademie der Wissenschaften Leopoldina aufgenommen.